# TVN (Pologne)
Pour les articles homonymes, voir TVN.
 (janvier 2022).
Si vous disposez d'ouvrages ou d'articles de référence ou si vous connaissez des sites web de qualité traitant du thème abordé ici, merci de compléter l'article en donnant les références utiles à sa vérifiabilité et en les liant à la section « Notes et références ».
TVN est une chaîne de télévision privée polonaise. Lancée le 3 octobre 1997, elle appartient au Groupe TVN.
Elle est disponible sur le réseau hertzien, par satellite (en Pologne et plus généralement en Europe, sur abonnement après avoir été en clair sur le satellite Hot Bird les premières années) ainsi que sur les principaux réseaux câblés polonais.

## Histoire
En 1997, le Conseil national de radiodiffusion polonais autorise au nouveau groupe TVN Sp. z o.o. la diffusion d'une nouvelle chaîne, TVN, qui absorbe Telewizija Wisła, une chaîne de télévision locale du sud du pays, quelques mois plus tard, dans le but étendre sa zone de diffusion.
Une nouvelle grille des programmes est mise en place à partir du 3 octobre 1997, sous la direction du créateur de la chaîne, Mariusz Walter. 
Le journal télévisé Fakty (en), lancé par les populaires journalistes réputés Tomasz Lis et Grzegorz Miecugow arrive à grignoter des parts de marché au journal télévisé (pl) de TVP 1.
En 2001, Mariusz Walter cède sa place à son fils Piotr. Durant cette période, la chaîne tente avec succès de se positionner comme une des grandes chaînes généralistes du pays, concurrençant directement la populaire chaîne de télévision publique TVP 1. Ses dirigeants s'emploient également à étendre sa zone de couverture, qui atteint 86 % du territoire national en 2004.
Par la suite, les dirigeants de TVN décident de faire le nécessaire pour développer des productions propres à la chaîne.
Le 15 juin 2011, TVN passe entièrement au format 16/9.

## Programmes (automne 2018)
- Programme de nouvelles
  - Fakty – Réalités
- rapports
  - Uwaga! – Attention!
  - Superwizjer – Superviseur
- jeu télévisé
  - Milionerzy (25. série) – polonais Qui veut gagner des millions ?
- Reality show
  - Ameryka Express (3. édition) – polonais Pékin Express
  - Drzewo marzeń (2. série) – polonais The Wishing Tree (ITV programme)
  - Kuchenne rewolucje (18. série) – polonais Cauchemar en cuisine
  - MasterChef (7. édition) – polonais MasterChef Junior
  - Ślub od pierwszego wejrzenia (3. édition) – polonais Mariés au premier regard
  - Top Model (7. édition) – polonais Top Model

- Talent show
  - Mam talent! (11. édition) – polonais La France a un incroyable talent

- Talk show
  - Kuba Wojewódzki (25. série) – Kuba Wojewódzki
  - 36,6°C (4. série) – 36,6°C
- Programmes de voyage
  - Kobieta na krańcu świata (10. série) – Une femme aux antipodes[2]
- Émission matinale
  - Dzień Dobry TVN (14. série) – Bonjour TVN
- Série
  - Diagnoza (3. série) – La diagnose
  - Na Wspólnej (17. série) – Dans la rue Wspólna
  - Pułapka (1. série) – Le embuscade
- Docu-soap
  - Szkoła (9. série) – École
  - Szpital (12. série) – Hôpital
  - Ukryta prawda (14. série) – Vérité cachée
  - 19+ (4. série) – 19+